# Bazylika św. Pawła za Murami

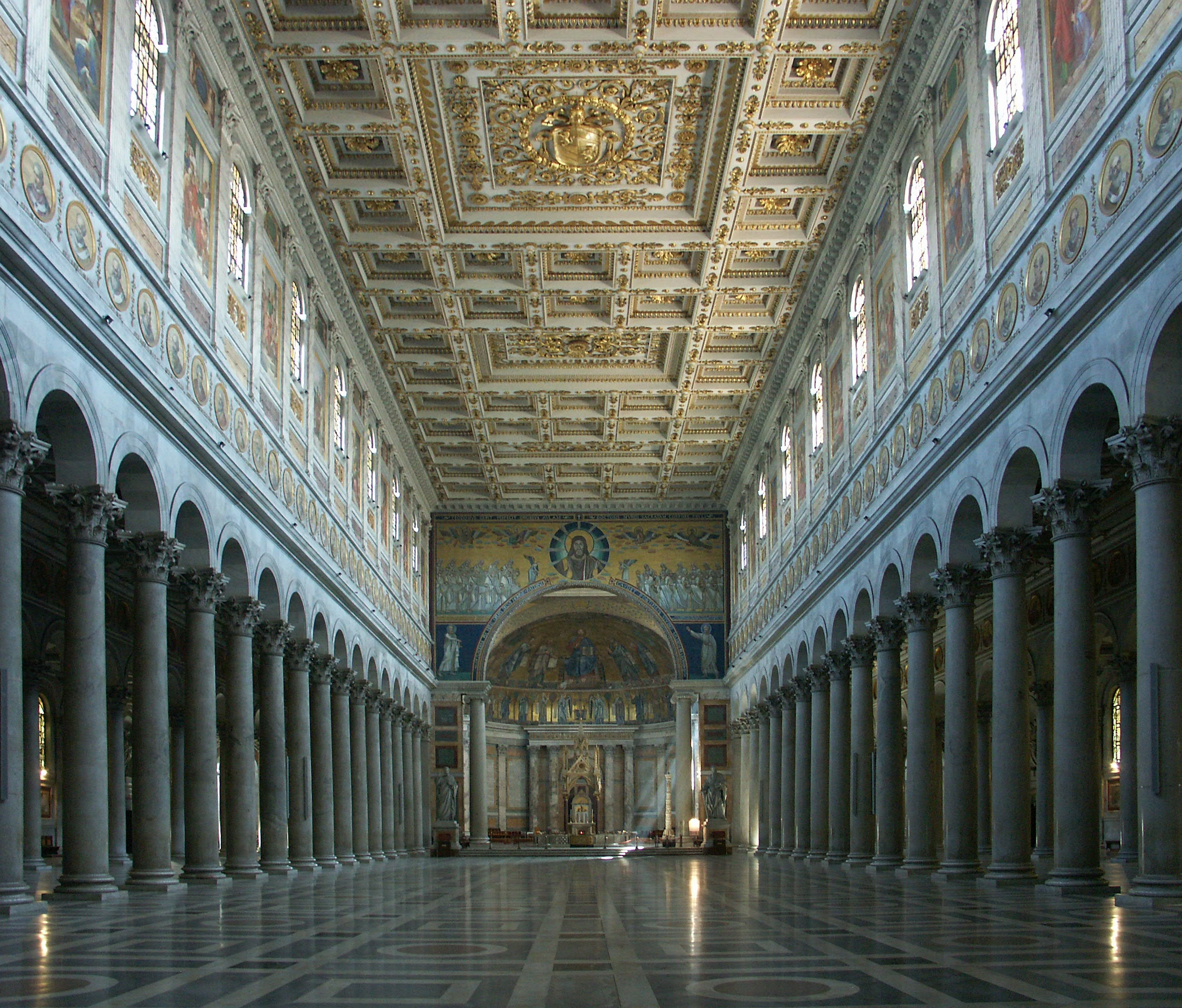
Wnętrze bazyliki

Bazylika św. Pawła za Murami (wł. Basilica Papale di San Paolo fuori le Mura) – jedna z czterech bazylik papieskich (dawniej zwanych patriarchalnymi) znajdujących się na terenie Rzymu i Watykanu. Według tradycji jest to miejsce pochówku świętego Pawła.

## Historia
Bazylika została zbudowana przy Via Ostiense przez cesarzy Teodozjusza I, jego syna Arkadiusza i Walentyniana II w latach 386-440. Pięcionawowa budowla poprzedzona została atrium. Zbudowano ją w miejscu, gdzie wcześniej Lucyna Rzymska pochowała ciało św. Pawła (on sam został ścięty około 3 km od tego miejsca. Zgodnie z legendą, jego głowa trzykrotnie odbiła się od ziemi, z której wytrysnęły trzy źródła wody). Nad grobem św. Pawła zbudowana została najpierw niewielka kapliczka, która przetrwała do czasu zbudowania bazyliki. Starożytną bazylikę poświęcił w 390 papież Syrycjusz. 15 lipca 1823, podczas prowadzenia prac dekarskich został zaprószony ogień. Pożar zniszczył prawie całą bazylikę. Podjęto odbudowę, starając się zachować pierwotny kształt świątyni. Zakończenie prac i ponowne poświęcenie bazyliki nastąpiło w 1854.

## Wygląd
Dzisiejszy wygląd kościoła to efekt tej rekonstrukcji. Bazylikę nadal poprzedza dziedziniec otoczony granitową kolumnadą. Pośrodku ustawiono figurę św. Pawła z mieczem. Świątynię poprzedza narteks, nad którym widoczna jest fasada ozdobiona złotą mozaiką. Pomiędzy oknami umieszczono wizerunki czterech proroków: Izajasza, Jeremiasza, Ezechiela i Daniela. Nad nimi pas ze sceną, w której Baranek Boży poi trzodę w czterech rzekach – symbolu czterech Ewangelii. Tympanon wieńczący fasadę ozdobiony jest mozaiką z Chrystusem na tronie, otoczonym przez świętych Piotra i Pawła.

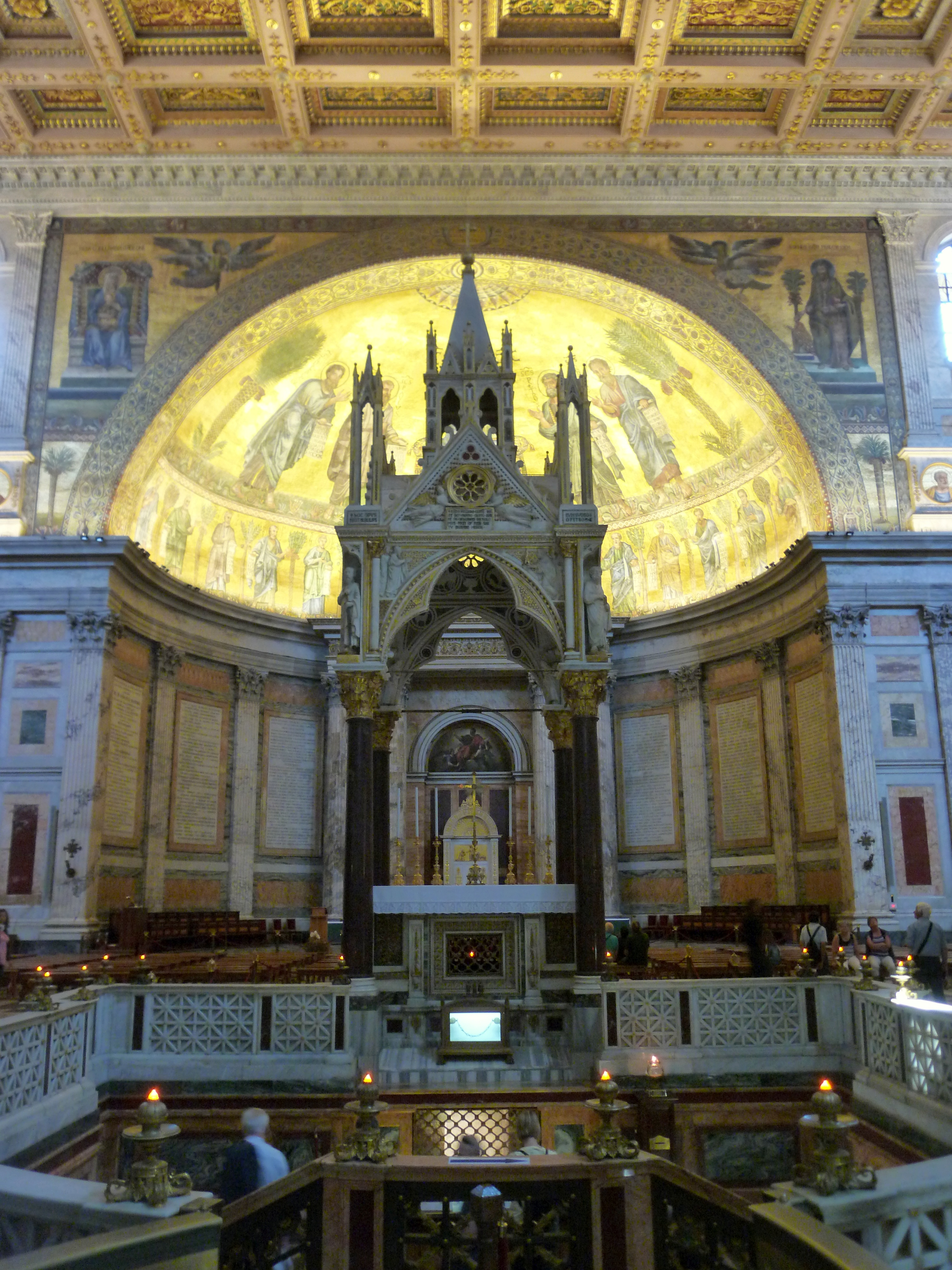
Gotycki baldachim nad grobem św. Pawła

Drzwi po prawej stronie to Święta Brama otwierana z okazji jubileuszu roku świętego. Drzwi te pochodzą z poprzedniej bazyliki. Zostały wykonane w Konstantynopolu w 1070, zniszczone podczas pożaru i zrekonstruowane w 1967.
Wnętrze świątyni o wymiarach 131,0 × 65,0 m, nadal podzielone jest na 5 naw przy pomocy ustawionych w rzędach 80 kolumn. Pod łukiem tęczowym kończącym nawę główną umieszczony jest grób św. Pawła przykryty gotyckim baldachimem wykonanym przez Arnolfo di Cambio w 1285. (Podczas prowadzenia prac rekonstrukcyjnych znaleziono w tym miejscu kratę, jaką zwyczajowo przykrywano grób męczennika w czasach wczesnochrześcijańskich. W pobliżu odkryto też pochówki innych osób. Istniał bowiem zwyczaj chowania zmarłych w pobliżu grobu osób uznanych za święte).
Łuk wznoszący się nad baldachimem zdobi mozaika z V wieku z postaciami Zbawiciela i patriarchów. Apsyda kończąca nawę główną także jest ozdobiona mozaiką w stylu bizantyjskim. Ukazano na niej Chrystusa na tronie w otoczeniu świętych: Piotra, Andrzeja, Pawła i Łukasza. Na ścianach naw, ułożone w długi pas, znajdują się medaliony z wizerunkami kolejnych papieży, od św. Piotra aż do Franciszka. Legenda głosi, że jeżeli na wszystkich wolnych miejscach będą medaliony z wizerunkami papieży, wtedy nastąpi koniec świata.
Nawa poprzeczna połączona jest z kaplicami. Po lewej stronie znajduje się kaplica Najświętszego Sakramentu, w której można zobaczyć krucyfiks z XIII wieku oraz drewniany posąg św. Pawła ze śladami ognia, który zniszczył poprzednią budowlę. Krucyfiks i umieszczony w pobliżu baldachimu wysoki kandelabr ze scenami Męki Pańskiej to dzieła Pietro Vassalletto z 1180.

## Opactwo
Obok kościoła znajduje się klasztor, którego dziedziniec otaczają krużganki z XIII wieku, dzieło kamieniarzy szkoły Cosmatich (arte cosmatesca). Cechą charakterystyczną pracy tych kamieniarzy są delikatne kolumienki o rzeźbionych, często skręconych trzonach, niejednokrotnie ozdobione mozaikami. Podobny dziedziniec znajduje się w klasztorze św. Jana na Lateranie.

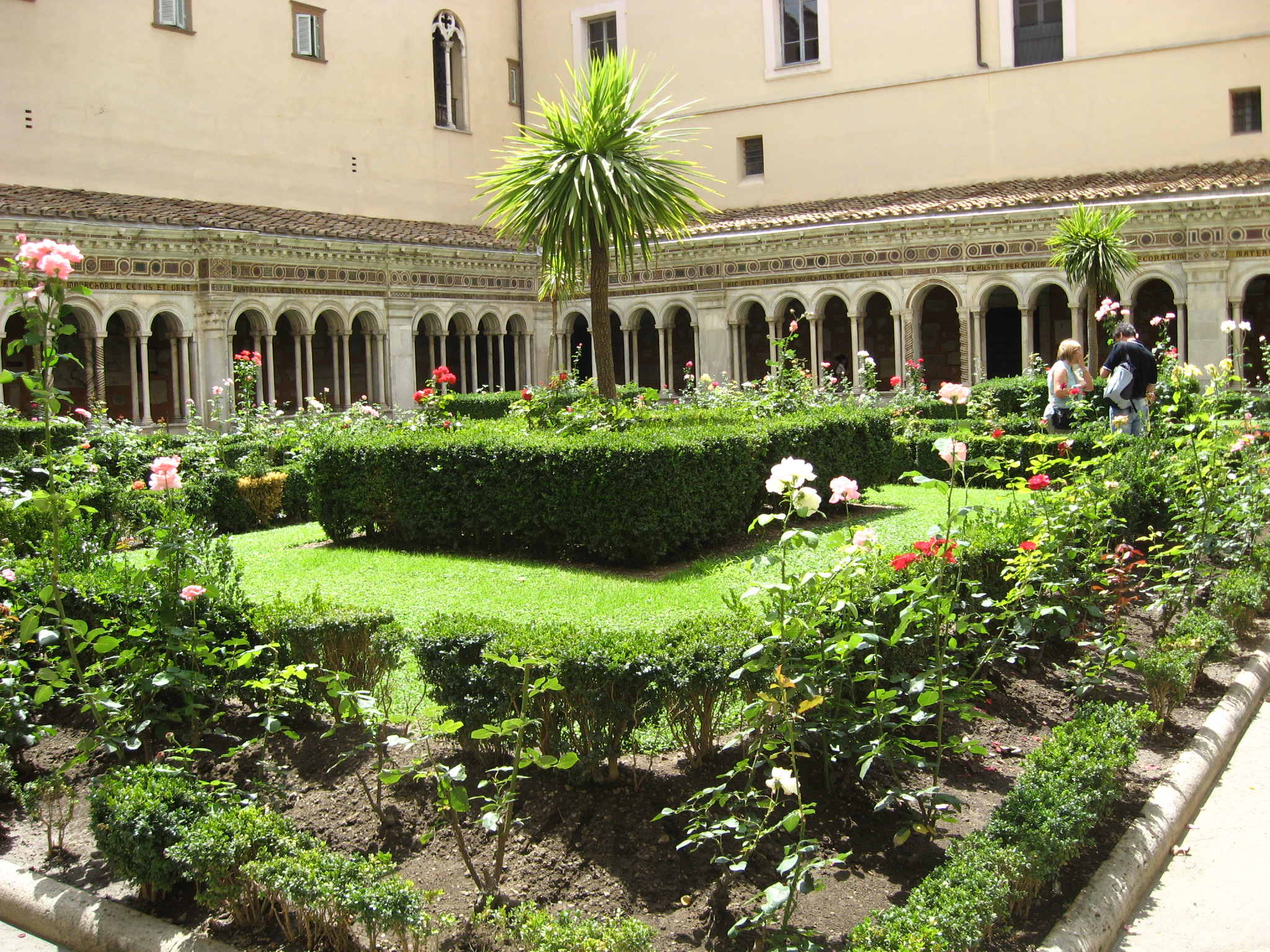
Dziedziniec klasztoru

W klasztorze tym od VIII wieku zamieszkują benedyktyni. Od X wieku do XV wieku należeli on do kongregacji kluniackiej, a od 1425 do kongregacji z Monte Cassino. Bazylika jest siedzibą opactwa benedyktyńskiego pod tym samym wezwaniem, dla których bazylika pełni także rolę kościoła opackiego.
W średniowieczu klasztor wraz z bazyliką był pod szczególnym patronatem królów Anglii, w wyniku czego herb klasztoru zawiera podwiązkę, charakterystyczną dla herbów rycerzy Orderu Podwiązki

## UNESCO
W 1980 bazylika św. Pawła za Murami, została wpisana na listę światowego dziedzictwa UNESCO, jako "Zespół zabytkowy Rzymu, dobra Stolicy Apostolskiej leżące na terenie Rzymu, korzystające z prawa eksterytorialności i bazylika św. Pawła za Murami"

## Archiprezbiterzy
31 maja 2005 papież Benedykt XVI ustanowił urząd archiprezbitera tej bazyliki. W zarządzaniu bazyliką wspomagają go: wikariusz do spraw duszpasterstwa — jest nim z urzędu opat opactwa św. Pawła za murami, jak również delegat do spraw administracyjnych.
- Andrea Cordero Lanza di Montezemolo (31 maja 2005 – 3 lipca 2009)
- Francesco Monterisi (3 lipca 2009 – 23 listopada 2012)
- James Michael Harvey (od 23 listopada 2012)